# Papa Westray (Gemeinde)

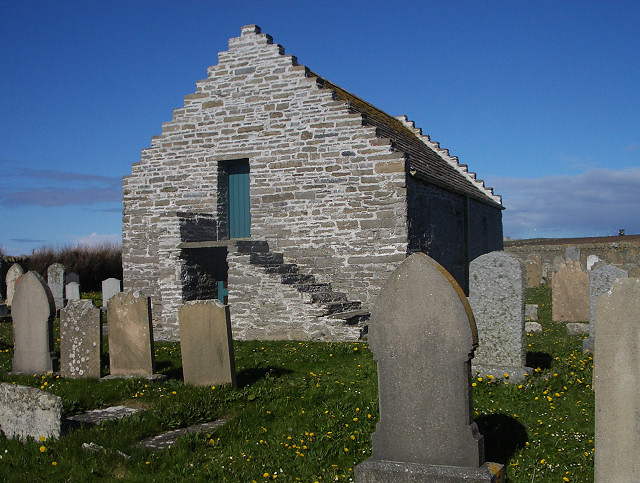
Kirche von Papa Westray

Papa Westray ist eine Gemeinde (Community Council Area) auf den Orkneyinseln im Norden von Schottland. Hervorgegangen ist sie aus einer historischen Verwaltungseinheit (Civil Parish), deren Gebiet im Wesentlichen die Insel Papa Westray umfasst. Hinzu kommt Holm of Papa im Osten. Größere Orte auf Orkney sind Stromness, etwa 39 Kilometer entfernt im Südwesten, sowie Kirkwall, etwa 25 Kilometer entfernt in derselben Richtung. Die einzige bedeutende Ortschaft ist Holland.
Ende des 20. Jahrhunderts wurde das Civil Parish in eine Community Council Area umgewandelt. 